# تپه کهنه قلاتان
تپه کهنه قلاتان مربوط به دوره پارت - دوره ساسانیان است و در شهرستان اشنویه، بخش نالوس، دهستان اشنویه جنوبی، روستای قلاتیان واقع شده و این اثر در تاریخ ۲۸ شهریور ۱۳۸۶ با شمارهٔ ثبت ۱۹۵۹۵ به‌عنوان یکی از آثار ملی ایران به ثبت رسیده است.